# Великий лондонский пожар
Большой пожар в Лондоне (англ. Great Fire of London) — пожар, охвативший центральные районы Лондона с воскресенья, 2 сентября, по четверг, 6 сентября, 1666 года. Огню подверглась территория лондонского Сити внутри древней римской городской стены. Пожар угрожал аристократическому району Вестминстер (современный Вест-Энд), дворцу Уайтхолл и большинству из пригородных трущоб, однако он не смог достичь этих округов. В пожаре сгорело 13 000 домов, 87 приходских больших церквей (даже собор Святого Павла), большая часть правительственных зданий. Считается, что пожар лишил крова 72 тысячи человек, при тогдашнем населении центральной части Лондона в 80 тысяч. Точно неизвестно, сколько людей погибло при пожаре, есть сведения всего лишь о нескольких жертвах, но множество жертв не были записаны. Кроме того, огонь мог кремировать многих, оставляя неузнаваемые останки.
Пожар начался в пекарне Томаса Фарринера на улочке Паддинг-лейн, вскоре после полуночи в воскресенье, 2 сентября. Огонь стал быстро распространяться по Сити в западном направлении. Пожарные того времени, как правило, применяли метод разрушения зданий вокруг возгорания для того, чтобы огонь не распространялся. Этого не сделали только потому, что лорд-мэр, г-н Томас Бладворт, не был уверен в целесообразности этих мер. К тому времени, когда он приказал разрушить здания, было слишком поздно.
Некоторые люди считали, что поджог совершили иностранцы, предположительно голландцы или французы. Обе страны были врагами Англии во Второй англо-голландской войне, которая шла в то время.
В понедельник пожар продолжил распространяться на север, к центру Лондона. Во вторник пожар распространился на большую часть города, разрушив собор Святого Павла, и перешёл на противоположный берег реки Флит. Попытка потушить огонь, как полагают, увенчалась успехом из-за того, что стих восточный ветер, и гарнизону Тауэра с помощью пороха удалось создать противопожарные разрывы между зданиями для предотвращения дальнейшего распространения на восток.
Социальные и экономические проблемы, которые возникли в результате этого стихийного бедствия, были серьёзными. Карл II призвал погорельцев выехать из Лондона и обосноваться в другом месте. Он опасался, что в Лондоне вспыхнет мятеж среди тех, кто потерял своё имущество. 
Среди современников, как сообщает Даниэль Дефо, была популярна вера в «очищение огнем», то есть в то, что пожар помог избавиться от Великой чумы, которая свирепствовала в Лондоне в 1665 году. Уже сам Дефо называет это утверждение «смехотворным»:

если бы зародыши чумы можно было уничтожить лишь огнем, то почему же она не разгорелась снова во всех домах пригородов и слобод, в огромных приходах Степни, Уайтчепл, Олдгейт, Бишопсгейт, Шордич, Крипплгейт и Сент-Джайлс, которые не затронул пожар и которые остались в том же положении, что и до пожара, — а ведь в свое время именно в них чума свирепствовала с особенной силой?
— Даниэль Дефо «Дневник чумного года»
После пожара архитектор Кристофер Рен разработал генеральный план нового города с прямыми широкими улицами и площадями. Дома по плану архитектора нужно было строить из красного кирпича на расстоянии друг от друга, с кровлями из сланца во избежание дальнейших пожаров. План не был осуществлён полностью, но удалось создать несколько площадей. По проектам Рена в Лондоне построили пятьдесят одну приходскую церковь, из них четыре в готическом стиле. Церкви в стиле классицизма имели типовую композицию: один неф и башня со шпилем на западном фасаде. Эта схема, в частности, послужила основой Петропавловского собора в Санкт-Петербурге. Пожар не пощадил и старый собор Святого Павла. По плану К. Рена возвели новый грандиозный собор в стиле «барочного классицизма» (1675—1710), характерного для времени правления королевы Анны (1702—1714).

## Лондон в 1660-е года

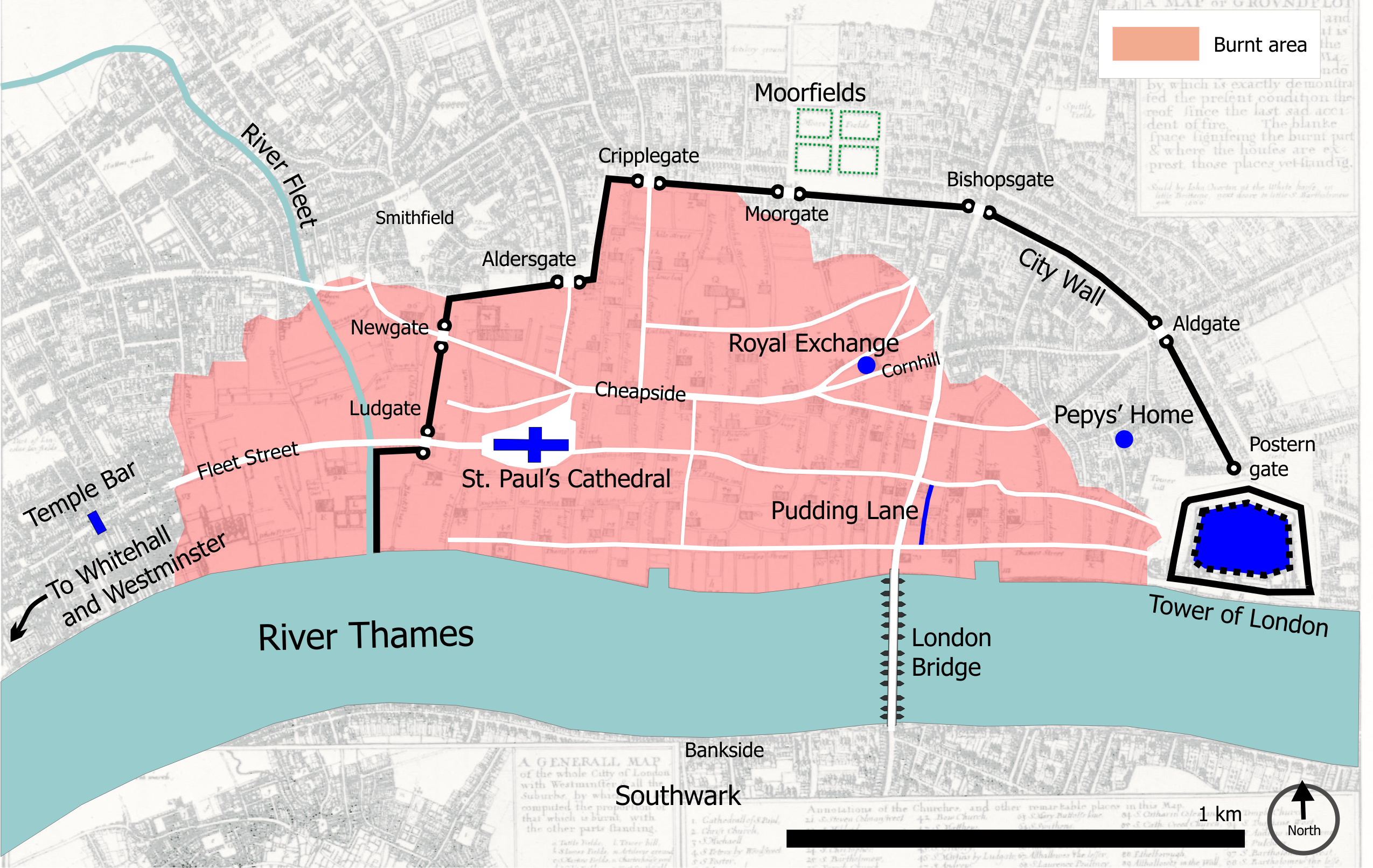
Центральный Лондон в 1666 году, область распространения пожара выделена розовым.

В 1660-х годах Лондон был крупнейшим городом Британии: по оценкам, численность населения составляла полмиллиона жителей. Сравнивая Лондон с Парижем, Джон Ивлин назвал Лондон скоплением деревянных домов и выразил опасение по поводу быстрого распространения пожара в такой среде. Ивлин также указал на неконтролируемый рост города и возникающие в результате этого плохо построенные дома. На протяжении четырёх столетий численность населения внутри стены Сити увеличивалась. За стенами возникали трущобы, такие как Шоредитч, Холборн и Саутворк, и они разрослись настолько, что достигли ранее независимого Вестминстера.
В конце XVII века собственно Сити — район, ограниченный стеной и рекой Темза — был только частью Лондона, составлявшей примерно 2,8 км², и проживало там 80 тысяч человек, примерно одна шестая всего населения Лондона. Сити был окружён кольцом пригородов, где проживала большая часть лондонцев. Сити был, как и сейчас, деловым сердцем города, крупнейшим рынком и самым оживлённым портом в Англии, в населении которого доминировали торговцы и ремесленники. Аристократия избегала Сити и проживала либо в сельской местности за пределами трущоб, либо в Вестминстере, где находился двор Карла II. Богатые люди предпочитали держаться на расстоянии от переполненного, загрязнённого, нездорового Сити, особенно после вспышки бубонной чумы в 1665 году.
Отношения между Сити и королевским домом были очень напряжёнными. На протяжении гражданской войны (1642—1651) Сити был оплотом республиканизма, и как богатая и экономически развитая столица он всё ещё представлял угрозу для Карла II, и в начале 1660-х в нём произошло несколько восстаний республиканцев. Лондонские магистраты помнили, что попытка Карла I захватить абсолютную власть привела к национальным раздорам. Они были полны решимости пресечь любые подобные попытки со стороны его сына, так что когда Карл предложил направить в Лондон солдат и другие ресурсы для борьбы с Великим пожаром, они отказались от помощи. Даже в такой чрезвычайной ситуации ввод в Лондон непопулярных королевских войск мог повлечь политические разногласия. Карл начал руководить ситуацией только после того, как попытки лорда-мэра потушить пожар окончились неудачей; к тому времени пожар уже вышел из под контроля.

### Пожароопасность в Сити

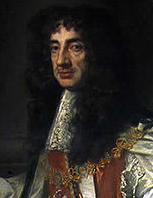
Карл II.

Сити по большей части представлял собой средневековые улочки, соединяющиеся лабиринтом узких и извилистых переулков. Он пережил несколько крупных пожаров до 1666, последний в 1632 году. Строительство домов из дерева с соломенными крышами запрещалось несколько раз, однако эти материалы продолжали использоваться по причине их дешевизны. Единственной областью, где дома были построены из камня, был центр Сити, где проживали богачи; их дома были построены на крупных участках земли, а там, где жили бедняки, каждый квадратный фут был занят. Там находились и литейные цеха, кузницы, мастерские стеклолитейщиков — которые теоретически не могли находиться в Сити, однако всё же располагались там. Жильё находилось рядом с этими источниками искр, что увеличивало риск возникновения пожара; также типичный лондонский шести-семи этажный дом имел выступающие верхние этажи — каждый этаж был больше нижнего. Между верхними этажами оставался очень узкий промежуток, что помогало огню распространиться. «Это облегчает распространение пожара и препятствует применению средств противопожарной защиты», — написал один современник тех событий — «но жадность горожан и попустительство [коррумпированность] Магистрата» приводили к продолжению строительства таких домов. В 1661 году Карл II издал указ, запрещающий выступающие этажи, однако местными властями он по большей части игнорировался. Королевский указ 1665 года предупреждал об опасности возгорания и требовал лишать свободы строителей и сносить опасные здания. Он тоже не оказал влияния.
В развитии пожаров важную роль играла приречная зона. Вода из Темзы использовалась для тушения пожаров, и река давала возможность спастись на лодках, но там же риск возникновения пожара был особенно велик — вдоль реки располагались беднейшие кварталы с магазинами и подвалами, содержащими горючие материалы, с деревянными многоквартирными домами и лачугами, построенными с применением «наиболее горючих материалов, таких как дёготь, пек, пенька, древесная смола и лён». Также в Лондоне, особенно вдоль реки, хранилось много чёрного пороха. Большая его часть хранилась в домах частных лиц со времён гражданской войны у бывших членов армии нового образца Оливера Кромвеля, которые продолжали хранить свои мушкеты и порох, которым они заряжались. От 500 до 600 тонн пороха хранилось в Тауэре в северной части Тауэрского моста.

### Борьба с пожарами в XVII веке

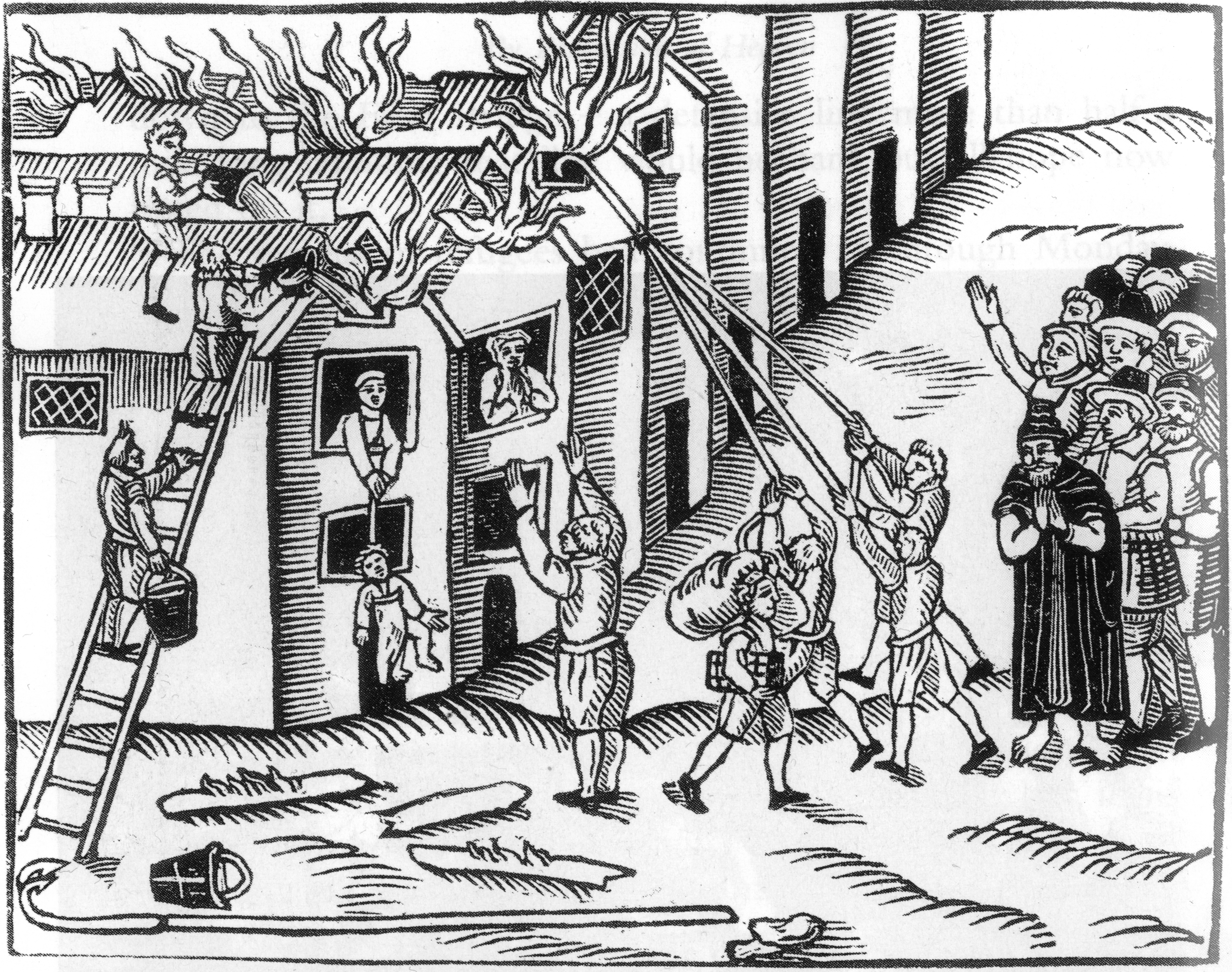
Борьба с пожаром в Тивертоне, Девон, Англия, 1612 год.

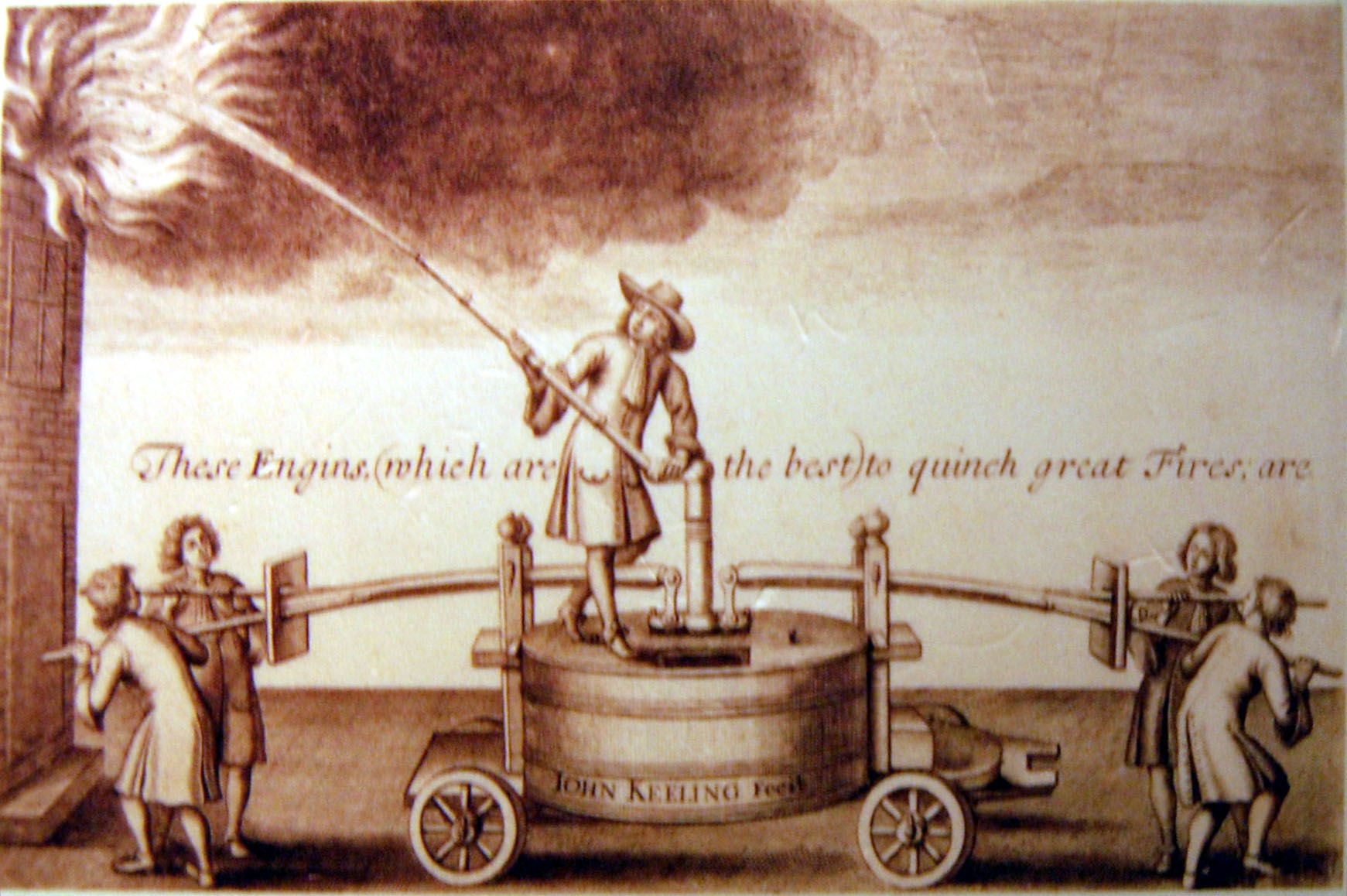
Реклама относительно небольших и манёвренных пожарных машин XVII века; надпись значит: «Это машины, (которые являются лучшими), для тушения пожара; изготовлены Джоном Килингом в Блэкфриарсе (после многолетнего опыта)».

В переполненном городе часто возникали пожары, однако отсутствовали полиция или пожарная служба, которую можно бы было вызвать; в чрезвычайных ситуациях в дело вступала местная милиция, также следить за огнём должны были сторожа, патрулирующие город в ночное время. Как правило, были эффективны создаваемые на месте возникновения пожара отряды жителей. О возникновении пожара горожан предупреждал звук колокола, после чего они собирались на борьбу с огнём. С огнём боролись при помощи воды, а также сноса домов. По закону в каждой приходской церкви должно было содержаться оборудование для борьбы: лестницы, вёдра, топоры и оборудование для сноса зданий — шесты, длиной около 9 м с крюком на одном конце, который цеплялся за крышу здания для её сноса (на иллюстрации). Иногда высокие здания разрушались при помощи взрыва пороха. Подобный метод создания просек широко использовался к концу Великого пожара, что, по мнению некоторых исследователей, повлияло на его прекращение.

## Проблемы в борьбе с огнём
На Лондонском мосту, единственном пути, соединяющим Сити и южный берег Темзы, находились дома, уничтоженные огнём в 1632 году. Эти дома горели на рассвете в воскресенье; Сэмюэл Пипс, наблюдая за пожаром от Тауэра, написал о проблемах у его друзей, живущих на мосту. Были опасения, что с моста пожар перекинется в боро Саутворк на южной стороне реки, которые не оправдались, так как расстояние между домами на мосту сыграло роль просеки.
Римская стена высотой 5,5 метра, ограждающая Сити, привела к риску потерявшим дом быть запертыми в районе распространения пожара. Как только набережную охватил огонь, путь к бегству через реку оказался отрезанным, и уйти стало возможно лишь через 8 ворот в стене.
Решающим фактором, сведшим на нет усилия по борьбе с огнём, стали слишком узкие улицы. Даже в обычное время на них часто возникали заторы из пешеходов и тележек, а во время пожара проходы были заблокированы беженцами, пытающимися спасти своё имущество и движущимися от центра распространения опасности, соответственно мешая пожарным командам продвинуться к горящим домам.
Часто эффективным способом борьбы с огнём являлся снос домов. Но в этом случае лорд-мэр Лондона не отдал подобных приказов. К тому времени как король отдал приказ сносить дома для предотвращения распространения пожара, огонь распространился уже слишком сильно, а работники по сносу не могли передвигаться по переполненным улицам.
Борьба с огнём при помощи воды успешной также не была. В принципе вода была доступна пожарным, так как она по вязовым трубам поступала в 30 000 домов из водонапорной башни в Корнхилле, куда вода поступала из реки во время прилива, а также из резервуара весенней талой воды в Излингтоне. Часто было возможно открыть трубу около горящего здания и присоединить к ней шланг, чтобы затушить огонь, либо наполнить вёдра. Кроме того, Паддинг-Лейн находилась рядом с рекой. Теоретически по всем переулкам от реки до пекарни и прилегающих зданий должны были двигаться пожарные в двух направлениях: от реки к огню и от огня к реке. Такой системы, однако, организовано не было, во всяком случае к полудню воскресенья, когда Пипс наблюдал за пожаром с реки. Пипс отметил в своём дневнике, что никто не пытался потушить огонь, но все спасались в страхе. Вскоре пламя дошло до набережной, не встретив сопротивления со стороны местного сообщества, и подожгло склады горючего, расположенные вдоль реки. В итоге не только пожарные более не могли доставлять воду из реки, но сгорели водяные колёса, передававшие воду в Корнхилл; таким образом, ключевые источники воды оказались недоступны.

## Развитие пожара
Личный опыт многих лондонцев во время пожара описан в письмах и мемуарах. Два наиболее известных описания оставили Сэмюэл Пипс (1633—1703) и Джон Ивлин (1620—1706). Они описывали события и их собственную реакцию день ото дня, и приложили большие усилия, чтобы сохранить информацию о том, что происходило по всему городу и за его пределами. К примеру, оба они ездили в среду — четвёртый день пожара — к северу от Сити в парковую зону Мурфилдса, чтобы описать лагерь беженцев, вид которого шокировал их. Их дневники являются основными источниками для современных исследователей катастрофы. Самые последние книги по этой теме — Тинисвуд (2003) и Хансон (2002) — полагаются также и на воспоминания Уильяма Татствелла (1651—1682), которой в 1666 году обучался в Вестминстерской школе.

### Воскресенье

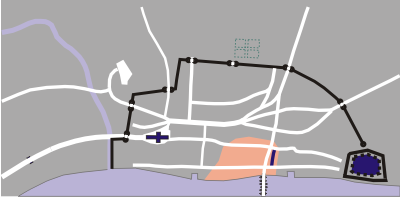
Приблизительный урон на вечер воскресенья, 2 сентября.

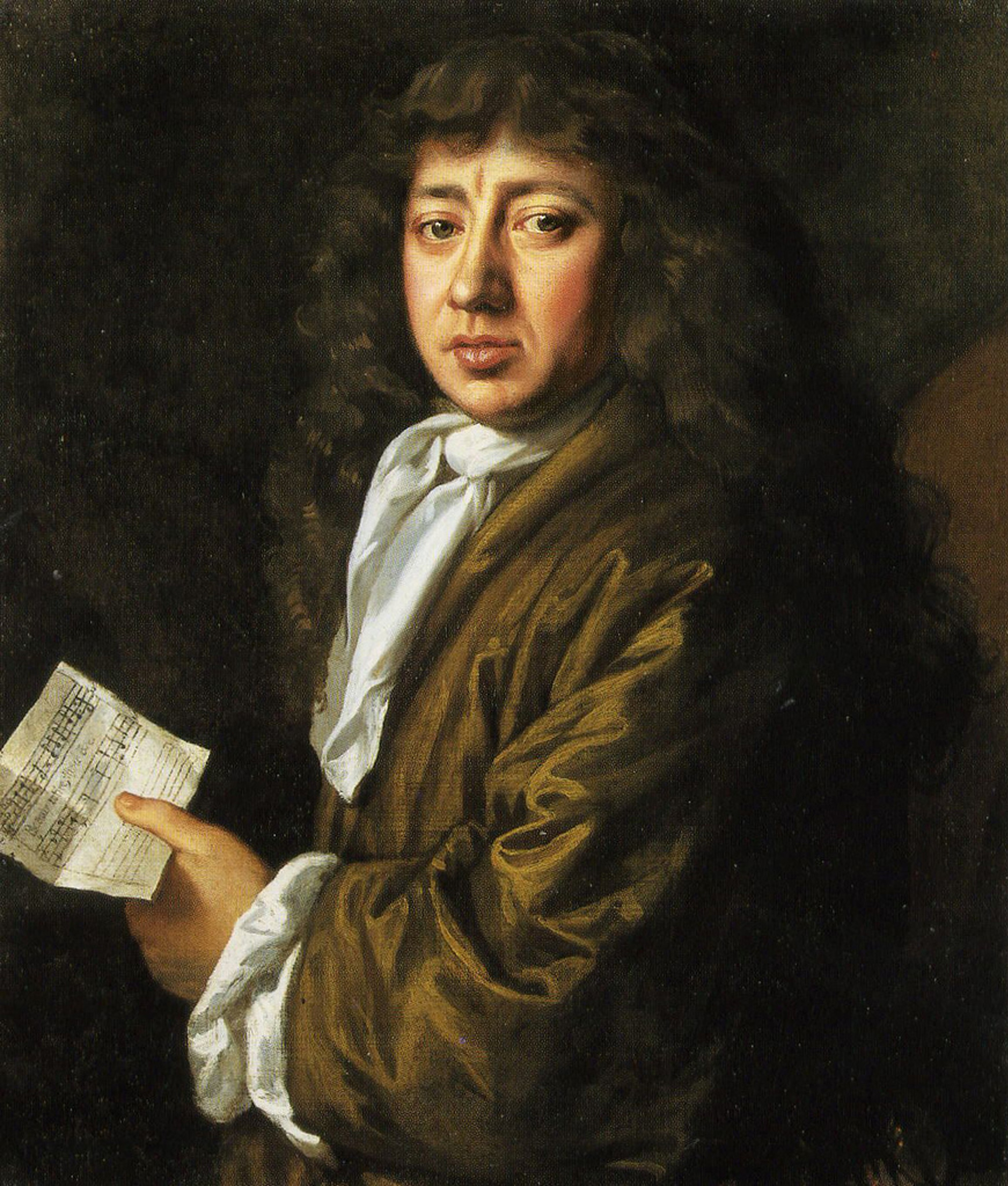
Сэмюэл Пипс (1633—1703), портрет 1666 года, художник Джон Хэйлс.

После двух дождливых лет 1664 и 1665 годов в ноябре 1665 года в Лондоне стояла засуха, и к длинному жаркому лету 1666 года деревянные дома легко могли загореться. Пожар в пекарне Томаса Фарринера на Паддинг-Лейн вспыхнул вскоре после полуночи в воскресенье, 2 сентября. Семья пекаря поднялась наверх и смогла перебраться из окна верхнего этажа в дом по соседству. Погибла служанка, которая была слишком напугана, чтобы попробовать спастись, и стала первой жертвой пожара. Соседи пытались помочь тушить пожар, после часа прибыли приходские констебли, которые предложили разрушить прилегающие дома, предотвратив тем самым дальнейшее распространение огня. Домохозяева выразили протест, и был вызван лорд-мэр Томас Бладворт, который единственный мог пойти против желания владельцев домов.
Когда Бладворт прибыл, пламя сжигало соседние дома и ползло в сторону складов бумаги. Более опытные пожарные требовали сноса домов, но Бладворт отказался на том основании, что большинство помещений были сданы в аренду, и владельцы не могут быть найдены. Бладворт, по общему мнению, не имел нужных навыков для работы, он запаниковал, когда столкнулся с внезапной чрезвычайной ситуацией. После того как город был разрушен, Пипс, оглядываясь на события, записал в своем дневнике от 7 сентября 1666 г.: «Люди всего мира кричат о простоте [глупости] лорда-мэра в целом и особенно в деле пожара, возложив всё на него».
Утром воскресенья Пипс, бывший чиновником канцелярии морского флота, побывал в Тауэре, чтобы обозреть огонь с башни; он отметил в своём дневнике, что с восточной стороны идёт огонь. Сгорело несколько церквей и, по его оценкам, около 300 домов; пламя достигло речного фронта. Горели дома на Лондонском мосту. Взяв лодку, чтобы осмотреть разрушения на Паддинг-Лейн с близкого расстояния, он пишет: «Все пытаются спасти своё добро, швыряют вещи в реку или на лихтеры. Многие не покидают своих жилищ до тех пор, пока огонь не начинает лизать им одежду, — тогда только несчастные кидаются в лодки либо сбегают по ступенькам к воде». Пипс двинулся далее по реке к Уайтхоллу, «где меня тотчас же обступили придворные; я дал им подробнейший отчет, отчего они пришли в смятение и донесли королю; меня вызвали, и я поведал государю и герцогу Йоркскому все, что видел собственными глазами, присовокупив, что, покуда Его величество не прикажет сносить дома, пожар остановить не удастся. Они — весьма опечалились, и государь повелел мне идти к лорд-мэру и приказать безжалостно сносить все дома, коим угрожает огонь». Брат Карла Яков, герцог Йоркский предложил использовать королевскую гвардию в борьбе с огнём.
Милей западнее от Паддинг-Лейн Уильям Татствелл, школьник, сбежавший с ранней утренней службы в Вестминстерском аббатстве, видел беженцев в лодках, раздетых и укрывающихся лишь одеялами. Наём лихтера был очень дорог, и лишь немногим счастливцам удалось бежать.
Огонь быстро распространился из-за сильного ветра. К середине первой половины дня в воскресенье люди отказались от попыток тушения огня и стали убегать, движущиеся человеческие массы и повозки сделали дороги непроходимыми для пожарных. Пипс взял экипаж, чтобы вернуться в Сити, но доехать смог только до собора Святого Павла, откуда ему пришлось идти пешком. Ручные тележки, отягощённые имуществом беженцев, и сами беженцы по-прежнему передвигались дальше от огня. Приходские церкви постепенно заполнялись мебелью и ценным имуществом, после чего оно перевозилось дальше. Пипс нашёл Бладворта, пытавшегося скоординировать усилия по тушению пожара и уже близкого к краху, «точно роженица»; он начал кричать ответ на сообщения короля: «Увы, огонь действует быстрее нас». Он отказался от предложенных Джеймсом солдат и отправился домой спать. Король Карл II прибыл по реке из Уайтхолла, чтобы осмотреть место пожара. Он нашёл, что дома всё ещё не сносят, несмотря на обещания Бладворта Пипсу, и преодолел власть лорда-мэра, приказав снести все дома к западу от пожара. Но это уже не смогло помочь, так как огонь успел выйти из под контроля.
Через 18 часов после поднятия тревоги на Паддинг-Лейн начал бушевать огненный шторм. Накат горячего воздуха над огнём обусловил возникшую тягу; под крышами зданий приток воздуха наоборот был мал, из-за чего на уровне земли образовалась зона пониженного давления. В результате сильный ветер не помог затушить огонь; напротив, приток к пламени свежего кислорода и возникшая турбулентность помогли огню распространиться от основного восточного фронта также на север и на юг.
Ранним вечером Пипс снова отправился по реке с женой и некоторыми друзьями. О ситуации он пишет: «Огонь распространяется, и остановить его не представляется возможным». Когда «на воде от дыма и огнедышащего жара находиться стало больше невмоготу», они отправились в пивную на южной стороне реки и остались там до темноты, наблюдая за пожаром на другой стороне реки. «Гигантская огневая дуга с милю длиной перекинулась с одного конца моста на другой, вбежала на холм и выгнулась, точно лук. Зрелище это повергло меня в глубочайшее уныние; я не мог сдержать слез», — написал затем Пипс в своём дневнике.

### Понедельник

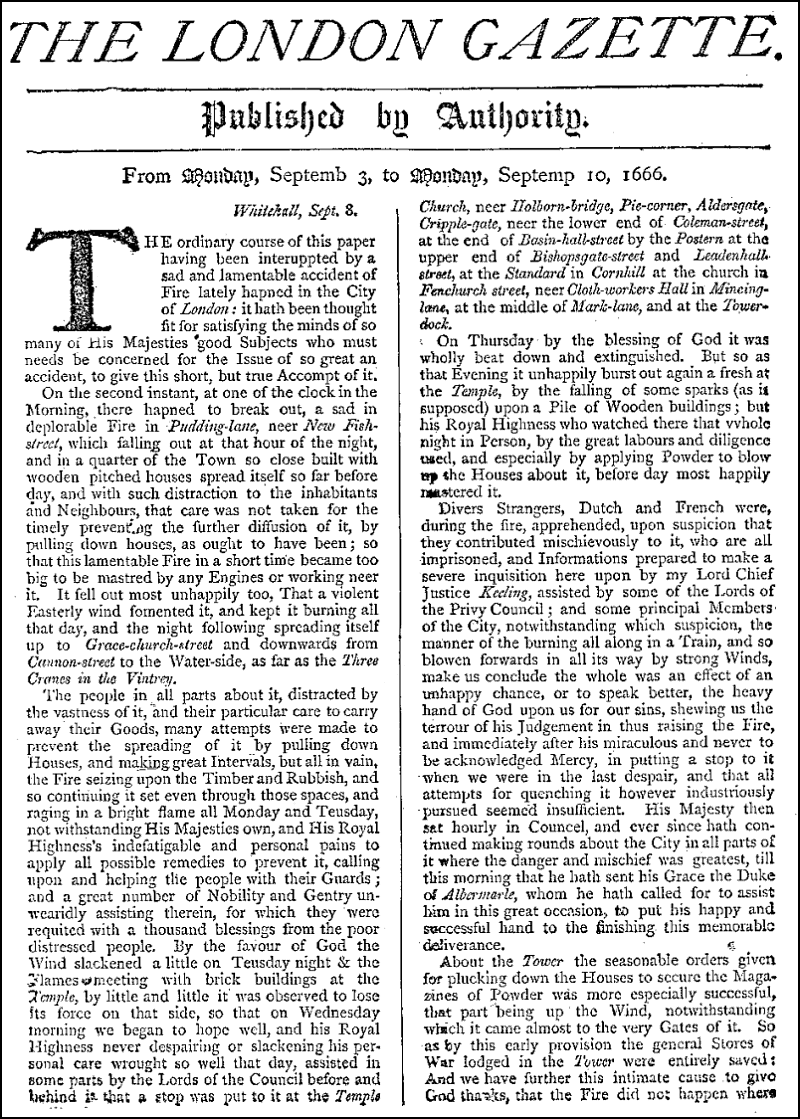
Выпуск London Gazette за 3—10 сентября, факсимиле первой страницы со статьёй о Великом пожаре.

В понедельник, 3 сентября, пожар распространялся на севере и западе, разрушив собор Святого Павла, а также дальше на юг, чем днём ранее. Распространение на юг остановилось на берегу реки, но были сожжены дома у Лондонского моста. Пламя грозило перейти по мосту и поставить под угрозу боро Саутуарк на южном берегу реки. Между домами на мосту был длинный промежуток, что спасло Саутуарк и южную сторону реки второй раз после пожара 1632 года; ветер всё же перенёс искры и в Саутуарке начался пожар, который, однако, был быстро потушен. Пожар распространился на север, достигнув финансового центра города. Дома банкиров на Ломбард-стрит начали гореть во второй половине дня понедельника, побуждая их побыстрее выбрасывать штабелями золотые монеты, столь важные для благосостояния города и нации, прежде чем они плавились. Некоторые наблюдатели подчеркивают отчаяние и беспомощность, которые, казалось, захватили лондонцев в этот второй день пожара, и отсутствие усилий сохранить богатые, модные районы. Королевская биржа загорелась во второй половине дня, и сгорела в течение нескольких часов. Джон Ивлин писал в своём дневнике:

Пламя охватило всё, и люди так поражены … слышны только плач и крики, мечущихся, обезумевших людей, даже не пытающихся спасти своё имущество, такой странный ужас нашёл на них.

Ивлин жил в 6 км от Сити, в Дептфорде, и не видел ранних стадий пожара. В понедельник, как и многие люди высшего класса, он отправился в Саутуарк, чтобы увидеть ту же панораму города с реки, что и Пипс днём раньше. К этому моменту область распространения пожара увеличилась: «весь Сити со стороны реки в ужасном пламени; все дома на мосту, вся набережная и выше по направлению к Чипсайду вплоть до Зри-Крэнс; всё теперь охвачено». Вечером Ивлин записал, что река покрыта баржами и лодками, на которых люди пытаются спасти своё имущество. Он отметил также большое количество телег и пешеходов, выходящих из Сити в открытое поле через северные и восточные ворота, «и многие мили были заполнены имуществом всех видов, и возводились палатки как для людей, так и для их добра, которое они смогли унести с собой. О, убогое и печальное зрелище!»

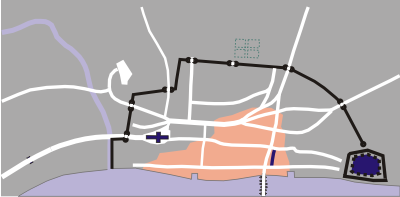
Приблизительный урон на вечер понедельника, 3 сентября.

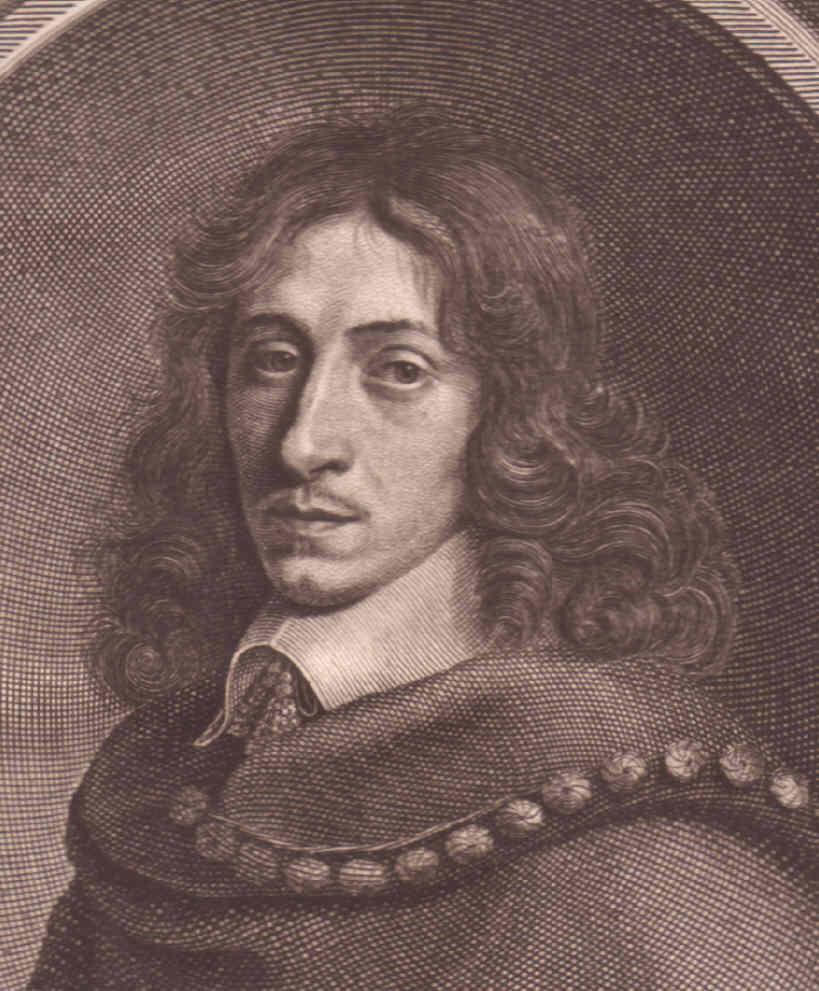
Джон Ивлин (1620—1706) в 1651 году.

Вскоре распространились настроения, что виновниками пожаров были иностранцы. Казалось, что ветер не может переносить огонь на такие большие расстояния между несоседними домами, поэтому люди решили, что свежие очаги возникают не сами собой. Подозревали французов и голландцев. Обе страны были врагами Англии во второй англо-голландской войне. В понедельник слухи укрепились; говорили о том, что поймали иностранцев, пытавшихся поджечь дом. Это породило всплеск уличного разбоя. Уильям Татствелл видел, как толпа гналась за французским художником и повалила его на землю; кузнец подошёл к нему и ударил железным прутом по голове.
Паника среди населения усилилась с нарушением связи, когда ответственные за неё объекты сгорали. Здание общей почтовой службы на Триаднилл-Стрит сгорело рано утром понедельника. Работникам «London Gazette» удалось спасти свежий выпуск до того, как их здание попало в огонь (основная часть выпуска была занята новостями светской жизни, а о пожаре рассказывала лишь короткая заметка). Вся страна зависела от этих сообщений, и пустоту от их нехватки заполнили слухи. Боялись, что начнутся религиозные беспорядки, вроде нового Порохового заговора. В понедельник в народе укрепилась паранойя, и правительственные отряды и пожарные подразделения меньше уделяли времени борьбе с пожаром, устраивая облавы на иностранцев, католиков и арестовывая их, а иногда, наоборот, спасая выделяющихся людей от гнева толпы.
Местное население, особенно принадлежащее к высшим слоям, отчаянно пыталось спасти своё имущество из горящего Сити. Это обеспечило источник дохода для трудоспособных бедняков, нанимавшихся носильщиками, и для владельцев телег и лодок. В субботу, до начала пожара, нанять телегу стоило 2 шиллинга; к понедельнику цена выросла до 40 фунтов (при современном курсе это бы составило 4000 фунтов). Находившиеся вне Сити могли бы также получить заработок, но двинувшиеся к Сити не смогли попасть туда, так как в воротах образовывались очереди пытавшихся бежать людей. Хаос был так ужасен, что правительство Сити в понедельник приняло решения запереть ворота в надежде привлечь жителей к борьбе с огнём: «Когда они поймут, что надежды выбраться не осталось, они, возможно, отчаянно будут пытаться потушить огонь». Решение не принесло успеха и на следующий день было отменено.
Тогда, когда порядок на улицах отсутствовал, особенно у ворот, а огонь продолжал бушевать, в понедельник начались организованные действия по борьбе. Бладворт, который как лорд-мэр должен был отвечать за координацию борьбы с пожаром, вероятно, покинул город; его имя не упоминается в рассказах современников о событиях понедельника. Находясь в сложной ситуации, Карл решил действовать, не обращая внимания на местные власти: он назначил ответственным за операцию своего брата Якова, герцога Йоркского. Яков разместил по периметру территории распространения пожара командные посты; найденные на улицах мужчины из нижнего класса принудительно забирались в отряды пожарных, чья работа хорошо оплачивалась. Во главе каждого поста стояло по 3 придворных. Сам Яков со своей гвардией весь понедельник ездил по улицам Сити, спасая иностранцев от гнева толпы и стараясь поддерживать порядок. «Герцог Йоркский завоевал сердца людей своими дневными и ночными усилиями по тушению пожара», — писал свидетель в письме от 8 сентября.
Надеялись, что стены замка Байнардс в Блэкфриарсе, аналоге Тауэра, остановят пламя. Они, однако, не оправдались, и исторический королевский дворец был полностью разрушен, прогорев всю ночь.
Современники писали, что в этот день или позже король Карл II лично работал пожарным, туша огонь и помогая сносить здания.

### Вторник
Вторник, 4 сентября, был днем наибольших разрушений. Командный пункт Якова, герцога Йоркского в Темпл-Баре на пересечении Стрэнд и Флит-стрит должен был прекратить огонь в западном направлении перед дворцом Уайтхолл. Создавая заграждение с пожарными от Флитского моста и вниз по Темзе, Яков надеялся, что река Флит станет природной противопожарной полосой. Однако рано утром во вторник сильный восточный ветер перенёс пламя через реку, и им пришлось покинуть посты. Во дворце началась паника.

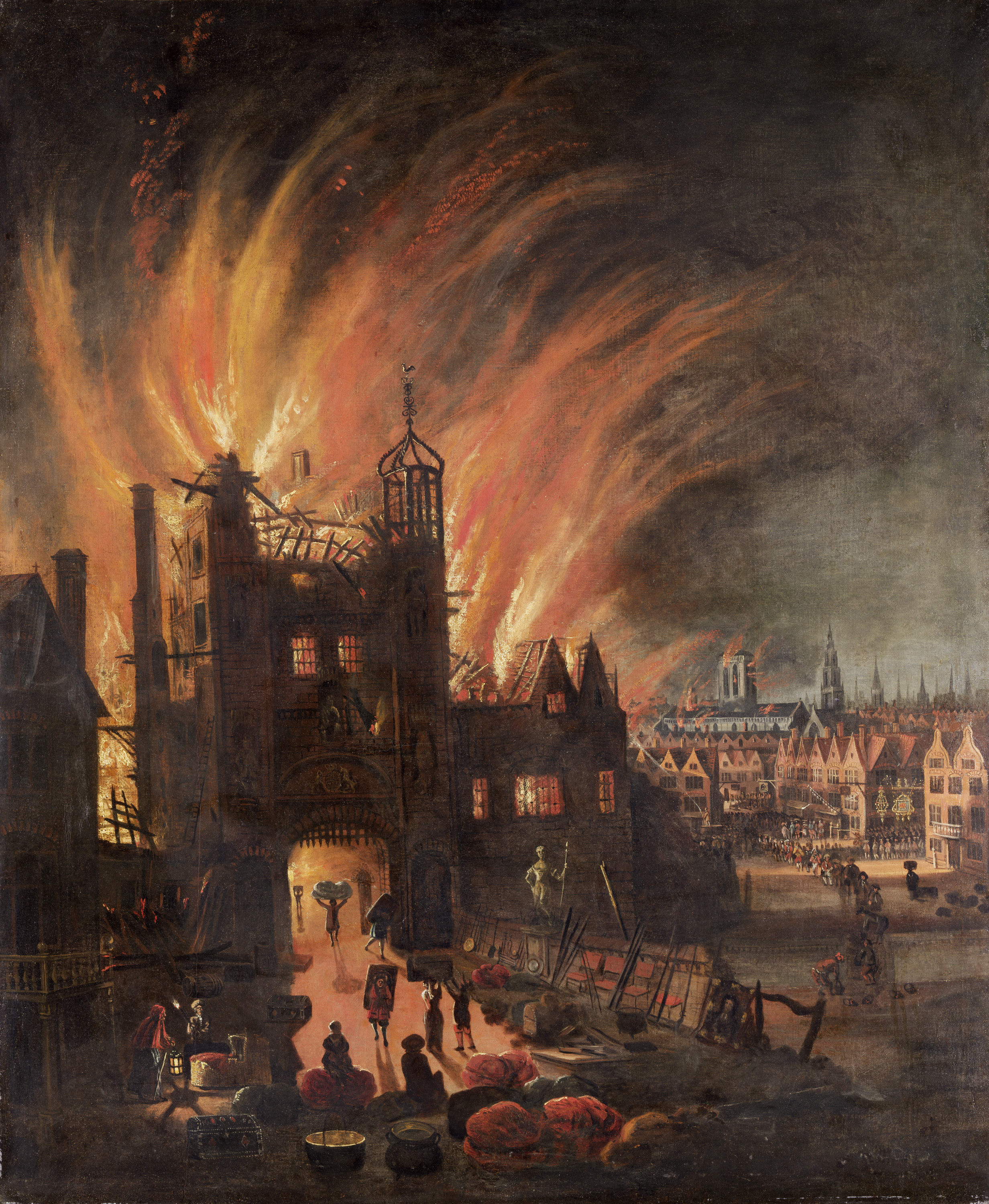
Горящий Людгейт, на заднем плане виден собор Святого Павла, которого пламя ещё не достигло. Автор картины неизвестен, написано около 1670 года.

Работая по плану, пожарные Якова создали большую противопожарную полосу к северу от пожара. Она задержала огонь до конца дня, когда пламя перешло через неё, начав уничтожать богатую торговую улицу Чипсайд.
Все были уверены, что собор Святого Павла является безопасным убежищем, учитывая его каменные стены, а также большую площадь вокруг, которая могла действовать как просека. Он был заполнен спасённым людьми имуществом, а в крипте хранились изделия типографий и книготорговцев. Однако собор стоял в деревянных лесах, так как в то время проходила его реконструкция под руководством тогда ещё относительно неизвестного Кристофера Рена. Леса загорелись ночью вторника. Возвращаясь из школы, Уильям Татствелл стоял на Вестминстерской лестнице и наблюдал, как пламя охватывает собор и перекидывается с лесов на деревянные балки крыши. Через полчаса крыша проломилась, и загорелось содержимое собора. «Камни собора Павла разлетались как гранаты, по улицам бежал поток расплавленного свинца, большая часть тротуаров раскалилась до покраснения, и ни одна лошадь, ни один человек не мог ступить на них», — записал в своём дневнике Ивлин. Собор скоро был разрушен.
В течение дня огонь начал двигаться к Тауэру с его магазинами пороха. Прождав целый день помощи от официальных пожарных Якова, которые были заняты на западе, гарнизон на башне взял дело в свои руки и создал противопожарные полосы, взорвав дома в непосредственной близости, тем самым прекратив наступление огня.

### Среда

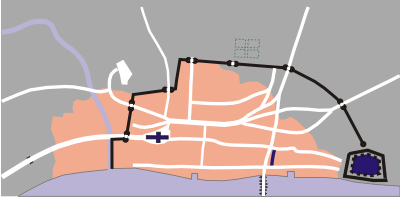
Приблизительный урон на вечер вторника, 4-го сентября. Пожар перестал распространяться в среду, 5-го сентября.

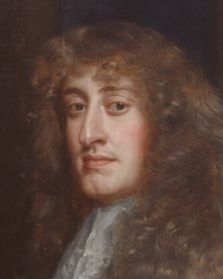
Яков, герцог Йоркский, позднее король Англии.

Ветер ослаб во вторник вечером и созданные противопожарные полосы, наконец, дали эффект в среду, 5 сентября. Пипс ходил по тлеющему городу, а затем, поднявшись на колокольню церкви, осмотрел разрушенный город, который описал как: «самый печальный вид запустения, который я когда-либо видел». Ещё оставались очаги возгорания, но в общем великий пожар уже закончился. Пипс посетил Мурфилдс, большой общественный парк к северу от города, и увидел большой лагерь бездомных беженцев. Парк был основной точкой сбора бездомных. Пипс пришёл в ужас от числа людей, находящихся в бедственном положении. Некоторые из них ютились в палатках, другие в самодельных лачугах. Ивлин был поражён гордостью этих лондонцев, которые «готовы погибнуть от голода и лишений, но не просили ни одного пенни». Также он отметил, что цена на хлеб в окрестностях парка удвоилась.
Боязнь иностранных террористов, а также французского и голландского вторжения была высока как никогда. Среди жертв пожара, находившихся в Парламент-Хилл, Мурфилдсе и Излингтоне, в среду ночью была вспышка всеобщей паники. Распространились слухи, что 50 000 французских и голландских иммигрантов, которых обвиняли в пожаре, идут к Мурфилдсу, чтобы довершить своё дело: убить мужчин, изнасиловать женщин и унести себе всё их имущество. Толпа испуганных людей на улицах бросалась на всех иностранцев, которых им довелось встретить, и успокоить их могли только члены королевской гвардии и суда. Король Карл даже боялся, что разъярённая толпа решит начать восстание против монархии. Производство и продажа продовольствия практически остановилось; Карл объявил, что поставки хлеба в Сити будут производиться каждый день и организовал рынки по его периметру. В этих рынках хлеб продавали и покупали имеющие деньги люди; экстренная помощь голодающим организована не была.

## Оценки жертв и разрушений

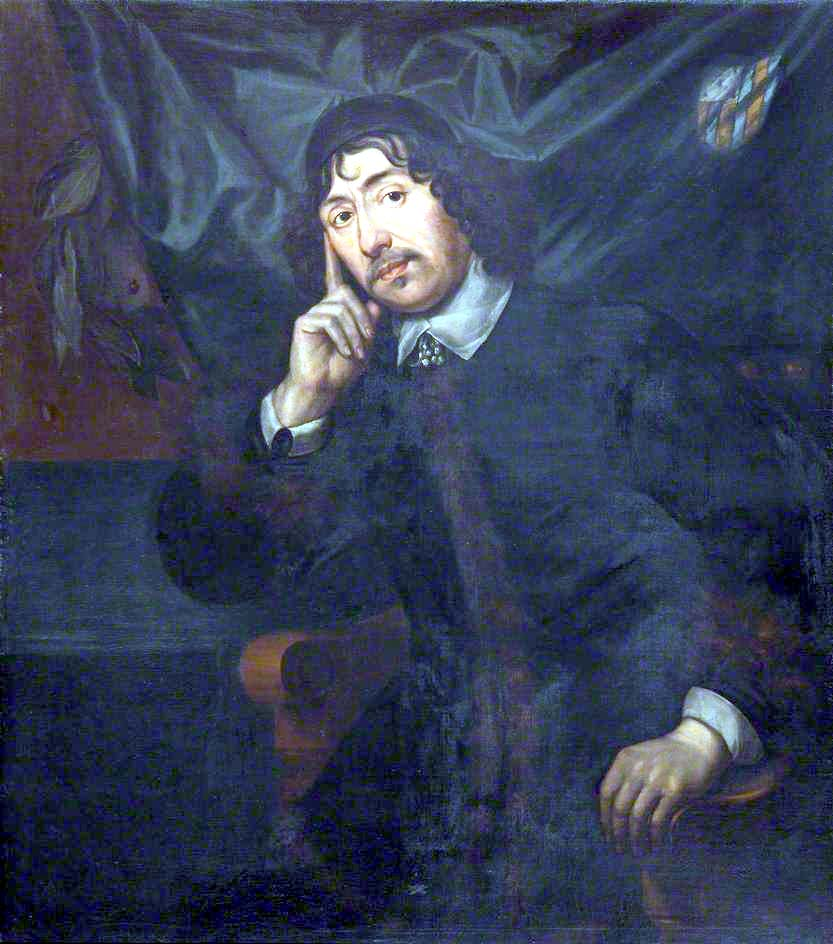
Джеймс Ширли

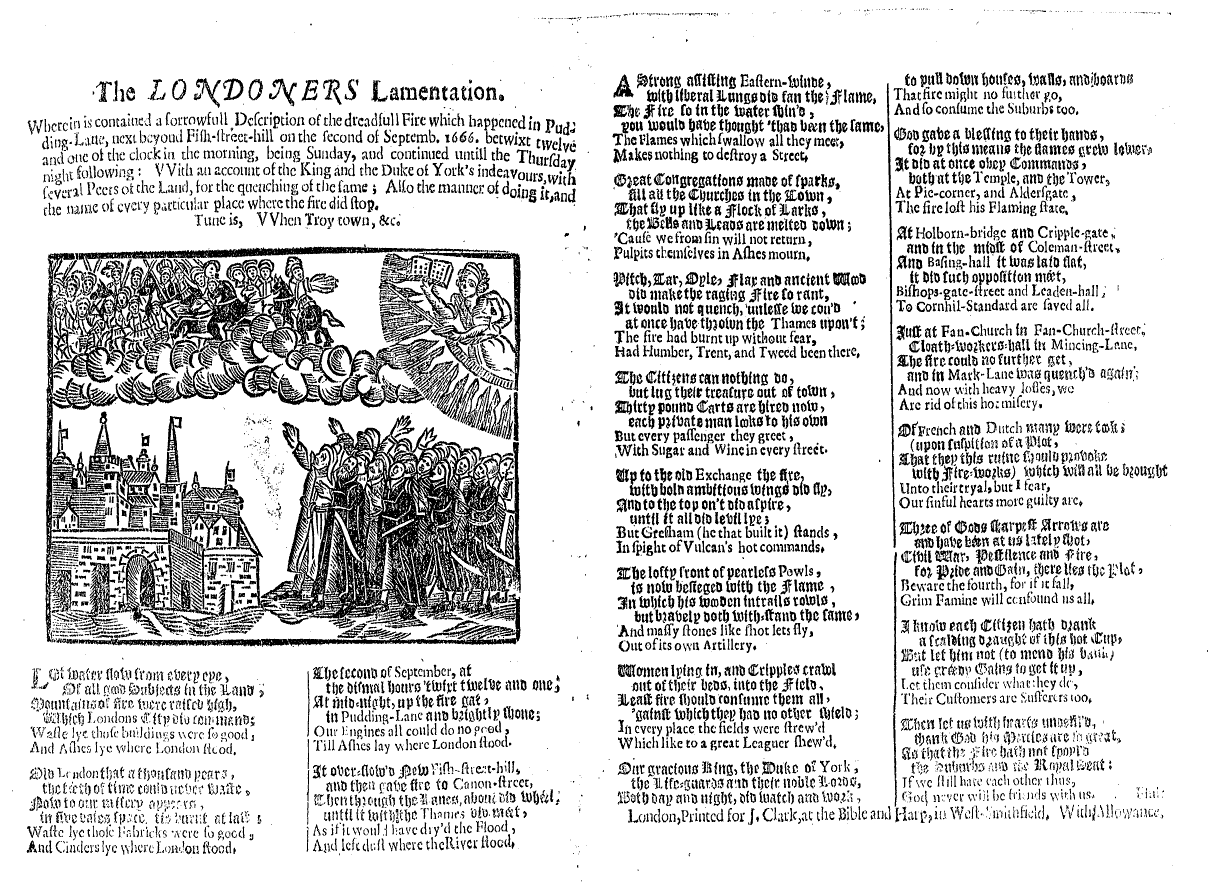
«The LONDONERS Lamentation» (Лондонцы, оплакивающие Христа), произведение, изданное в 1666 году и рассказывающее о Великом пожаре и его последствиях.

Официально зарегистрированы лишь несколько случаев смерти от пожара. Портер даёт цифру в восемь смертей, а Тинисвуд говорит об «одной личности», хотя и добавляет, что некоторые смерти, должно быть, не зарегистрированы. Также он добавляет, что, помимо смертей собственно от огня и удушья, люди также гибли в импровизированных лагерях. Хэнсон отрицает, что жертвами пожара стали всего несколько людей, перечисляя известные случаи смерти от голода и условий жизни людей, которые «ютились в лачугах или жили среди развалин, которые раньше были их домами» в холодную зиму, которая последовала за пожаром, например, так умерли драматург Джеймс Ширли и его жена. Также Хэнсон говорит о многих погибших иностранцах и католиках, убитых толпой, о том, что официальные данные очень мало сообщают о судьбе бедняков, и что температура при пожаре была такова, что от погибших могло не остаться ничего, кроме нескольких фрагментов черепа. Огонь поглотил не только дерево, ткани и солому, но и масло, смолу, уголь, жир, сало, сахар, спирт, скипидар и порох, хранившиеся в приречном районе; расплавилась импортная сталь, хранившаяся вдоль причалов (температура плавления от 1250 °C до 1480 °C), и железные цепи и замки на воротах Сити (температура плавления от 1100 °C до 1650 °C). Также Хэнсон подчёркивает, что прогнившие деревянные дома быстро загорались, и выйти из них было уже невозможно, так что много стариков и больных могло погибнуть, будучи брошенными; исходя из этого, численность погибших составляла не несколько человек, а несколько сотен или даже тысяч.
Огонь уничтожил 13 500 домов, 87 приходских церквей, 44 здания ливрейных компаний, Королевскую биржу, Кастом-хаус, собор Святого Павла, Брайдуэлл и другие тюрьмы Сити и 3 западных ворот Сити — Людгейт, Ньюгейт и Олдерсгейт. Денежный ущерб сначала оценили в 100 млн £, но позднее цифра была сокращена до 10 млн £ (более 1 млрд £ в переводе на современные деньги).

## Последствия

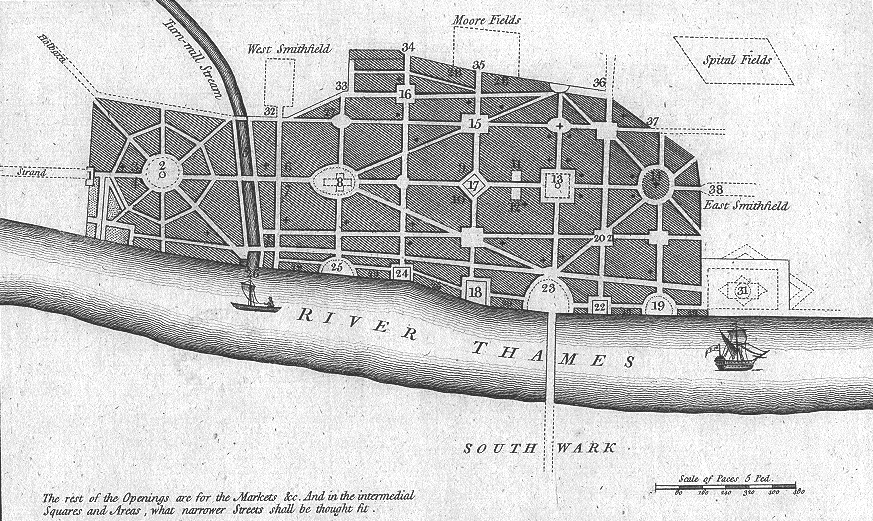
План Джона Ивлина по тотальной перестройке Лондона так и не был воплощен.

Реальных виновных в возникновении пожара так и не нашли. В 1667 году Королевский Совет постановил, что пожар был несчастным случаем, вызванным «рукой Божьей, сильным ветром и очень сухим временем года». Подстёгиваемые жаждой скорого нахождения козла отпущения, люди объявили виновным в возникновении огня француза-смотрителя, простолюдина, Робера Юбера, который назвал себя агентом Папы Римского и зачинщиком пожара в Вестминстере. Позднее он изменил свои показания, сказав, что вначале поджёг пекарню на Паддинг-Лейн. Юбер был признан виновным, и, несмотря на мольбы о прощении, повешен в Тайберне 28 сентября 1666 года. После его смерти стало известно, что он прибыл в Лондон спустя 2 дня после начала пожара. Те идеи, согласно которым пожар устроили католики, позднее использовались при политической пропаганде противниками прокатолического режима Карла II, особенно при распространении слухов о папистском заговоре и в конце его правления.
В Нидерландах Великий лондонский пожар был воспринят как божественное возмездие за Костёр Холмса, сожжение англичанами голландского города во время второй Англо-Голландской войны.

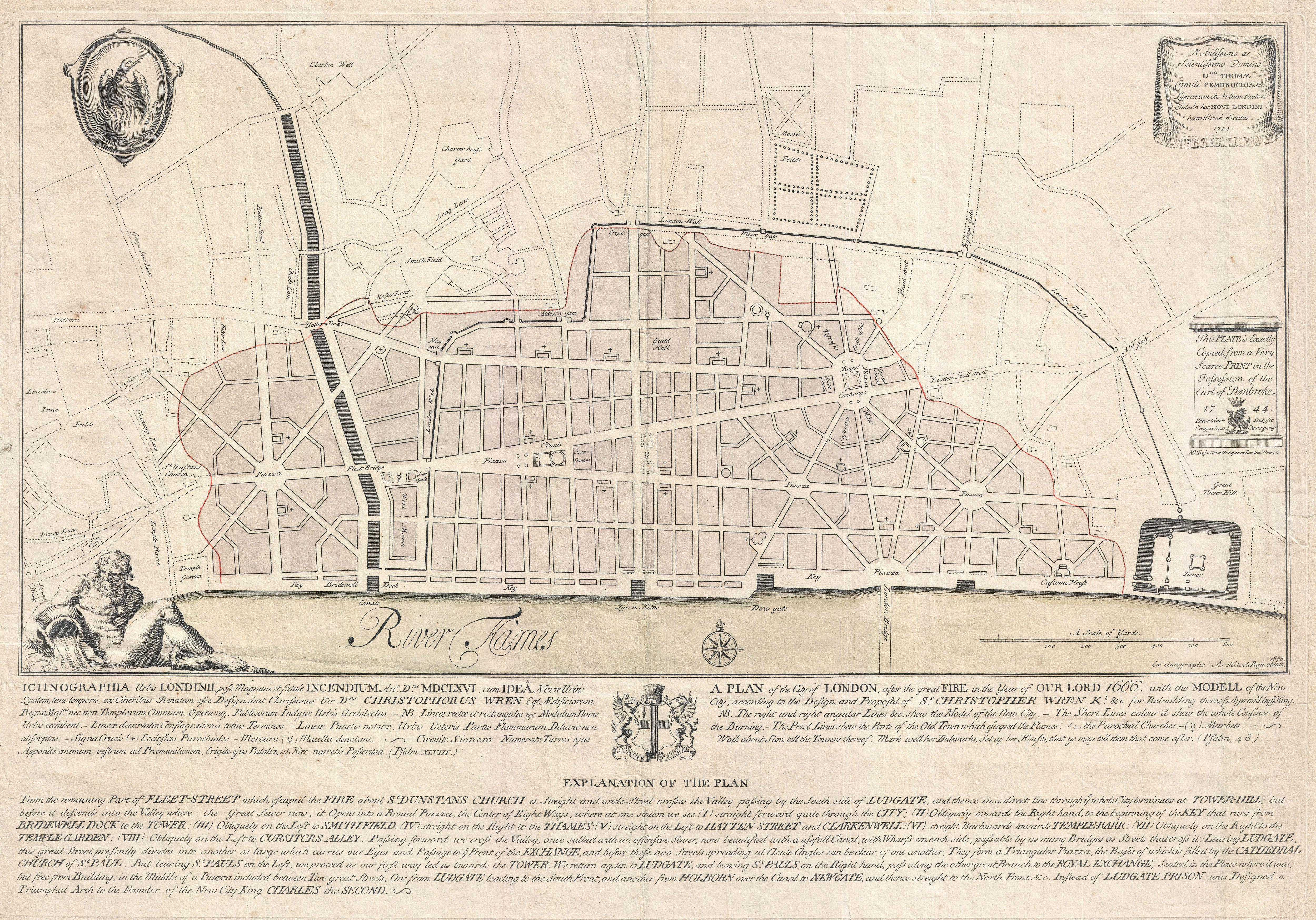
План Кристофера Рена по перестройке города, также не был реализован.

Из-за хаоса и беспорядка после пожара Карл II опасался восстания в Лондоне. Он призвал бездомных уйти из Лондона в другое место и провозгласил, что «все города должны беспрепятственно принимать названных потерпевших ущерб людей и позволять им свободно заниматься своим основным делом». Был создан специальный Огненный суд, который был призван разрешить противоречия между арендаторами и землевладельцами и на основании платёжеспособности решить, кто ответственен за восстановление дома. Заседания суда продлились с февраля 1667 до сентября 1672 года.
Было предложено множество вариантов по перестройке Сити. Если бы были выбраны некоторые варианты, Лондон смог бы сравниться с Парижем по великолепию барочной архитектуры (см. план Ивлина справа). Известно, что, кроме Рена и Ивлина, планы также представляли Роберт Гук, Валентин Найт и Ричард Ньюкорт.
Нерешаемые трудности не позволили воплотить великолепные планы в стиле барокко; на них просто не хватило средств в казне, а займы было не у кого брать. Так что перестройка Сити практически везде соответствовала старым планам, хотя были произведены улучшения в областях санитарии и пожарной безопасности: широкие улицы, открытые причалы у Темзы, отсутствие домов, мешающих доступу к реке и, самое главное, все здания были построены из камня и кирпича, а не из дерева. Публичные здания были построены на старых местах, включая знаменитый собор Святого Павла и ещё 50 новых церквей, восстановленных Кристофером Реном.
По инициативе Карла II недалеко от Паддинг-Лейн был возведён Монумент в память о Великом лондонском пожаре; авторами выступили Кристофер Рен и Роберт Гук. Колонна высотой 61 м, часто называемая просто «Монумент», это один из символов Лондона, давший название станции метро. В 1668 году к надписи на памятнике добавили обвинения в адрес католиков, в частности:

Здесь, с позволения небес, ад вышел на свободу в этот протестантский город … самый страшный пожар этого города; начался и продолжался из-за предательства и злобы папистов … Безумство вызвало такие ужасы, что они не забыты до сих пор…

Данная надпись не подвергалась сомнению и оставалась на своём месте (помимо 4 лет правления Якова II с 1685 до 1689 года) до принятия в 1830 году акта об эмансипации католиков.
В Смитфилде, на месте, где огонь остановился, была установлена ещё одна скульптура — Золотой мальчик на Пай-Корнер. Согласно надписи, огонь начался на улице Паддинг-Лейн и завершился на углу Пай, и послан был богом в наказание жителям Сити за грех чревоугодия.
Считается, что Великая эпидемия чумы в 1665 году убила шестую часть населения Лондона, около 80 000 человек, а также утверждается, что после пожара чума в Лондон уже не вернулась, из чего заключается, что пожар спас жизни многим людям, уничтожив антисанитарные дома и обитающих в них крыс и блох. Историки, однако, расходятся во мнениях о том, сыграл ли пожар действительную роль в данном вопросе. Публикации сайта Музея Лондона поддерживают идею о существовании связи между пожаром и прекращением заболевания, но историк Рой Портер отмечает, что трущобы, самые нездоровые районы города, пожар не тронул. Это же отметил еще  Даниэль Дефо в 1722 году. Также в альтернативных эпидемиологических исследованиях замечалось, что болезнь примерно в то же время ушла и из других европейских городов.
Лондонский пожар 1666 года породил современное противопожарное страхование. Уже на следующий год, в 1667 году, Николас Барбон учреждает первую страховую компанию, которая специализируется на страховании от огня — «The Fire Office», позже переименованную в «The Phoenix» («Феникс»).